# Mosteiro Franciscano de Široki Brijeg

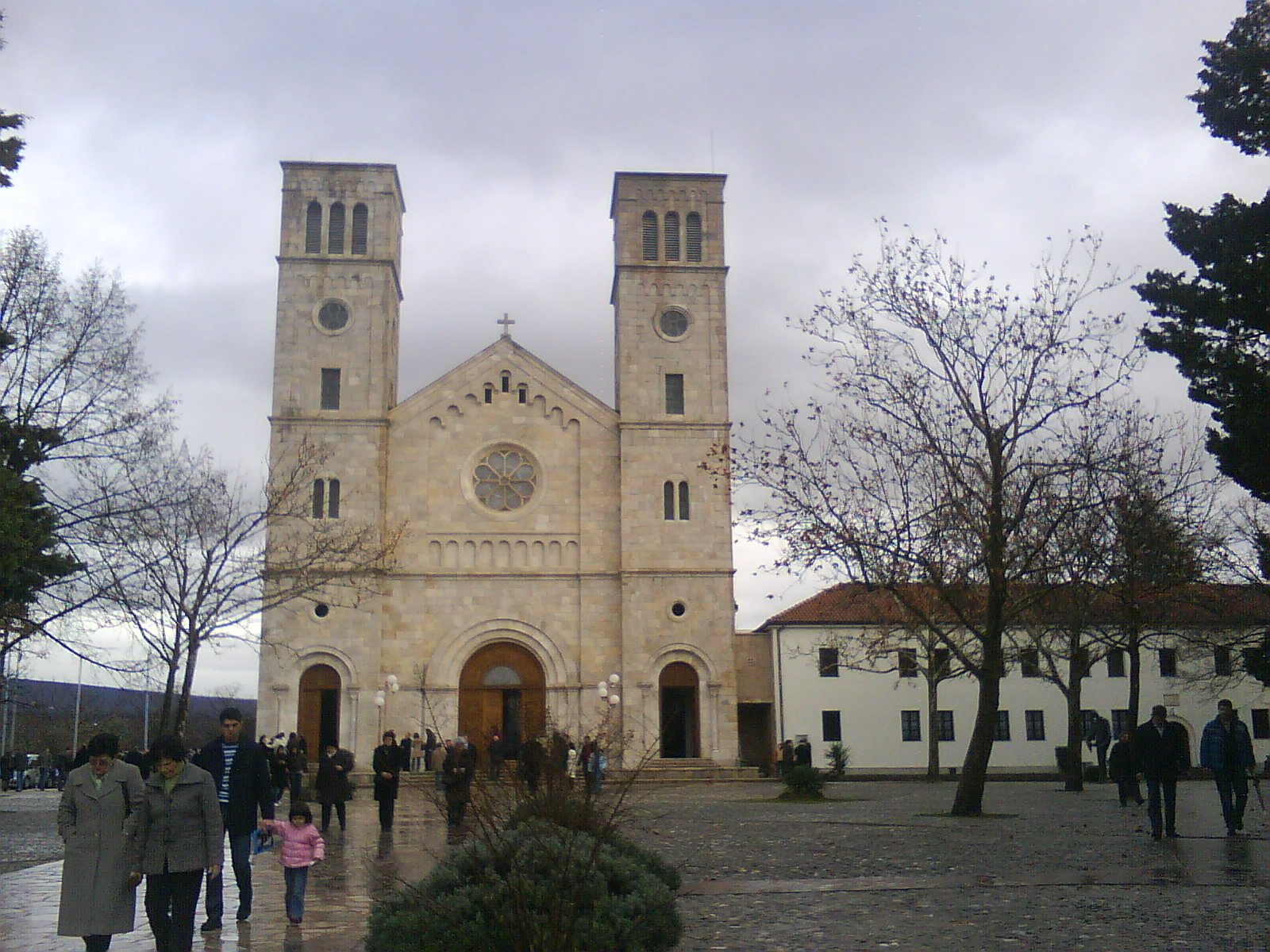
O mosteiro

O mosteiro franciscano de Široki Brijeg é um mosteiro franciscano e a igreja principal na cidade de Široki Brijeg, Bósnia e Herzegovina. Foi construído em 1846. É considerado "o símbolo da cidade". É um local popular de peregrinação religiosa, localizado a uma hora de distância de Međugorje. Em 15 de abril de 2011, Branko Šalamon e membros políticos do condado de Međimurje visitaram o mosteiro.

## História
O mosteiro foi construído em 1846 na cidade de Široki Brijeg. Em maio e junho de 1945, no massacre de Macelj, 25 padres católicos foram massacrados por comunistas iugoslavos, ordenados por Josip Broz Tito.

## Eventos
15 de agosto é a maior reunião cristã da cidade, dedicada à Assunção de Maria. 